# Humberto Zuccarelli
Humberto Zuccarelli (La Plata, Argentina, 18 de marzo de 1948) es un exfutbolista y exentrenador argentino. Al frente del equipo "tatengue" estuvo en las temporadas 1988/90 y 1991/92 donde dirigió 114 encuentros en total.

## Trayectoria

### Como futbolista
| Club                    | País      | Año       |
| ----------------------- | --------- | --------- |
| Estudiantes (LP)        | Argentina | 1968-1970 |
| Colón                   | Argentina | 1971-1973 |
| Gimnasia y Esgrima (LP) | Argentina | 1974-1975 |
| Banfield                | Argentina | 1976      |
| Huracán (CR)            | Argentina | 1976      |
| Cúcuta Deportivo        | Colombia  | 1977      |
| Independiente Medellín  | Colombia  | 1978      |

### Como entrenador
| Club                   | País      | Año       |
| ---------------------- | --------- | --------- |
| Temperley              | Argentina | 1983-1984 |
| Estudiantes (LP)       | Argentina | 1985      |
| Quilmes                | Argentina | 1986-1988 |
| Unión (SF)             | Argentina | 1988-1990 |
| Estudiantes (LP)       | Argentina | 1990-1991 |
| Unión (SF)             | Argentina | 1991-1992 |
| Quilmes                | Argentina | 1992-1994 |
| Gimnasia y Tiro        | Argentina | 1994-1995 |
| Huracán Corrientes     | Argentina | 1995-1997 |
| Talleres (C)           | Argentina | 1997-1998 |
| Atlético Tucumán       | Argentina | 1998-2000 |
| Gimnasia y Esgrima (J) | Argentina | 2000-2001 |
| Atlético Tucumán       | Argentina | 2001-2002 |
| San Martín (SJ)        | Argentina | 2002      |
| Quilmes (interino)     | Argentina | 2005      |
| Santiago Wanderers     | Chile     | 2009-2010 |
| Chacarita Juniors      | Argentina | 2010-2011 |
| Guaraní Antonio Franco | Argentina | 2015      |

### Otras funciones
| Club                                    | País      | Año       |
| --------------------------------------- | --------- | --------- |
| Estudiantes (LP) (ayudante de campo)    | Argentina | 1981      |
| Temperley (ayudante de campo)           | Argentina | 1982      |
| Quilmes (secretario técnico)            | Argentina | 2003-2006 |
| Arsenal (ayudante de campo)             | Argentina | 2006-2007 |
| Rosario Central (ayudante de campo)     | Argentina | 2008-2009 |
| Atlético de Rafaela (ayudante de campo) | Argentina | 2011      |

## Logros

### Como entrenador
- 1987, Primera B Metropolitana (Campeón) - Quilmes (Argentina)
- 1989, Primera B Nacional (Torneo Reducido) - Unión de Santa Fe (Argentina)
- 1996, Primera B Nacional (Campeón) - Huracán Corrientes (Argentina)
- 2009, Primera B de Chile (Vicecampeón) - Santiago Wanderers (Chile)

- Datos: Q5905058